# Creodonta
Creodonta là một bộ động vật có vú tuyệt chủng sống từ thế Paleocen đến thế Miocen. Creodonta có chung tổ tiên với Carnivora (bộ Ăn thịt).
Creodonta là một nhóm động vật có vú quan ăn thịt quan trọng từ 55-35 triệu năm trước tại các hệ sinh thái của châu Phi, lục địa Á-Âu và Bắc Mỹ. Chúng cạnh tránh với các nhóm Mesonychia và Entelodontidae và cuối cùng tồn tại lâu hơn, nhưng thua trong cuộc đua với Carnivora. Chi cuối cùng đã bị tuyệt chủng 8 triệu năm trước, và carnivora hiện chiếm khoảng trống sinh thái của Creodonta.

## Tiến hóa và phân loại

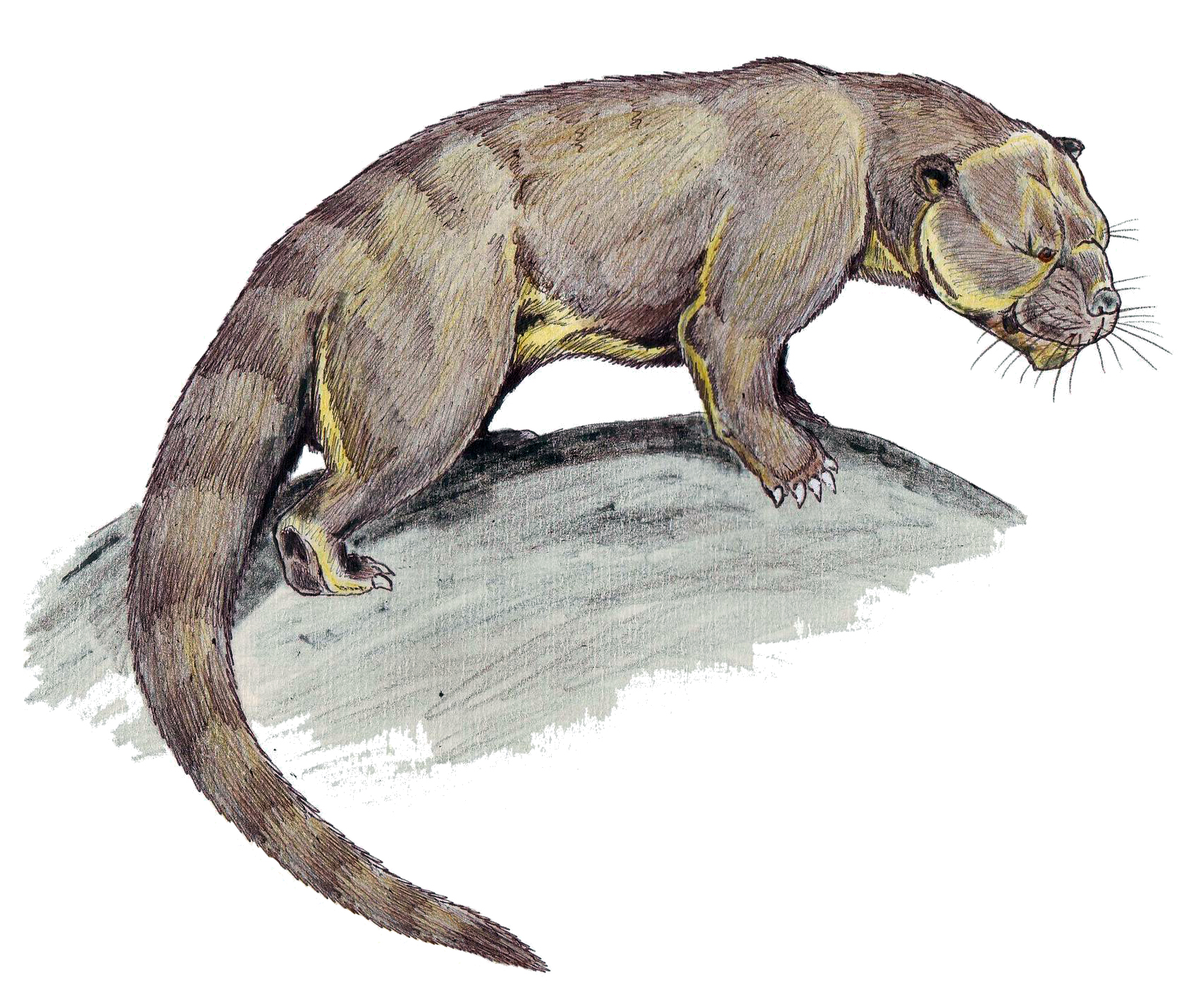
Patriofelis

Creodonta theo truyền thống là tổ tiên của Carnivora, nhưng hiện nay được xem là chỉ cùng tổ tiên — có thể là Cimolesta, như Cimolestes. Chúng và Carnivora đều có răng nhai thịt, một loại răng tiến hóa để cắt thịt theo cùng cách với cái kéo. Vài nhà nghiên cứu cho rằng Creodonta là một nhóm động vật có vú có đa tổ tiên trông giống nhau do tiến hóa hội tụ hơn là hậu duệ của một tổ tiên duy nhất. Creodonta trở thành nhóm động vật có vú ăn thịt thống trị vào khoảng 55  -  35 triệu năm về trước, đa dạng và phổ biến nhất vào thế Eocen. Chi cuối cùng, Dissopsalis, tuyệt chủng khoảng 8 triệu năm trước.